# Bahamas' kvindefodboldlandshold
Bahamas kvindefodboldlandshold er de nationale kvindefodboldlandshold i Bahamas som reguleres af Bahamas fodboldforbund. De har spillet seks kampe, hvoraf alle har været tabte. Deres landsholdstræner har siden 2012 været Kevin Davies.
Bahamas første kvalificering var til Gold Cup 2002, hvor de tabte samtlige kampe mod Saint Lucia, Haiti og Dominikanske republik. Det var sidste gang at Bahamas deltog. De var også tilmeldt til Gold Cup 2006, men trak sig.

## Resultater

### VM
| World Cup Finals | World Cup Finals       | World Cup Finals | World Cup Finals | World Cup Finals | World Cup Finals | World Cup Finals | World Cup Finals | World Cup Finals | World Cup Finals |
| År               | Resultat               | GP               | W                | D*               | L                | GF               | GA               | GD               |                  |
| ---------------- | ---------------------- | ---------------- | ---------------- | ---------------- | ---------------- | ---------------- | ---------------- | ---------------- | ---------------- |
| 1991             | Deltog ikke            | -                | -                | -                | -                | -                | -                | -                |                  |
| 1995             | Deltog ikke            | -                | -                | -                | -                | -                | -                | -                |                  |
| 1999             | Deltog ikke            | -                | -                | -                | -                | -                | -                | -                |                  |
| 2003             | Kvalificerede sig ikke | -                | -                | -                | -                | -                | -                | -                |                  |
| 2007             | Deltog ikke            | -                | -                | -                | -                | -                | -                | -                |                  |
| 2011             | Deltog ikke            | -                | -                | -                | -                | -                | -                | -                |                  |
| 2015             | Endnu ikke fastlagt    | -                | -                | -                | -                | -                | -                | -                |                  |
| Total            | 0/6                    | -                | -                | -                | -                | -                | -                | -                |                  |

*Omfatter kampe vundet på straffespark.

### CONCACAS
| Women's Gold Cup | Women's Gold Cup       | Women's Gold Cup | Women's Gold Cup | Women's Gold Cup | Women's Gold Cup | Women's Gold Cup | Women's Gold Cup | Women's Gold Cup | Women's Gold Cup |
| År               | Resultat               | GP               | W                | D*               | L                | GF               | GA               | GD               |                  |
| ---------------- | ---------------------- | ---------------- | ---------------- | ---------------- | ---------------- | ---------------- | ---------------- | ---------------- | ---------------- |
| 1991             | Deltog ikke            | -                | -                | -                | -                | -                | -                | -                |                  |
| 1993             | Deltog ikke            | -                | -                | -                | -                | -                | -                | -                |                  |
| 1994             | Deltog ikke            | -                | -                | -                | -                | -                | -                | -                |                  |
| 1998             | Deltog ikke            | -                | -                | -                | -                | -                | -                | -                |                  |
| 2000             | Deltog ikke            | -                | -                | -                | -                | -                | -                | -                |                  |
| 2002             | Kvalificerede sig ikke | -                | -                | -                | -                | -                | -                | -                |                  |
| 2006             | Deltog ikke            | -                | -                | -                | -                | -                | -                | -                |                  |
| 2010             | Deltog ikke            | -                | -                | -                | -                | -                | -                | -                |                  |
| Total            | 0/8                    | -                | -                | -                | -                | -                | -                | -                |                  |

*Omfatter kampe vundet på straffespark.